# Mbouda
Mbouda ist eine Stadt in Kamerun mit 46.071 Einwohnern (2005). Sie ist die Hauptstadt des Départements Bamboutos. 

## Geografie
Sie liegt in der Region Ouest, im Westen des Landes, auf etwa 1400 Metern Höhe. 

## Verkehr
Mbouda liegt an der Fernstraße N6.

## Bevölkerung
Die Bevölkerungsentwicklung der Stadt:
| Jahr          | Einwohner |
| ------------- | --------- |
| 1976 (Zensus) | 15.069    |
| 1987 (Zensus) | 35.912    |
| 2005 (Zensus) | 46.071    |

## Persönlichkeiten
- Dieudonné Watio (* 1946), römisch-katholischer Bischof von Bafoussam

## Fotos

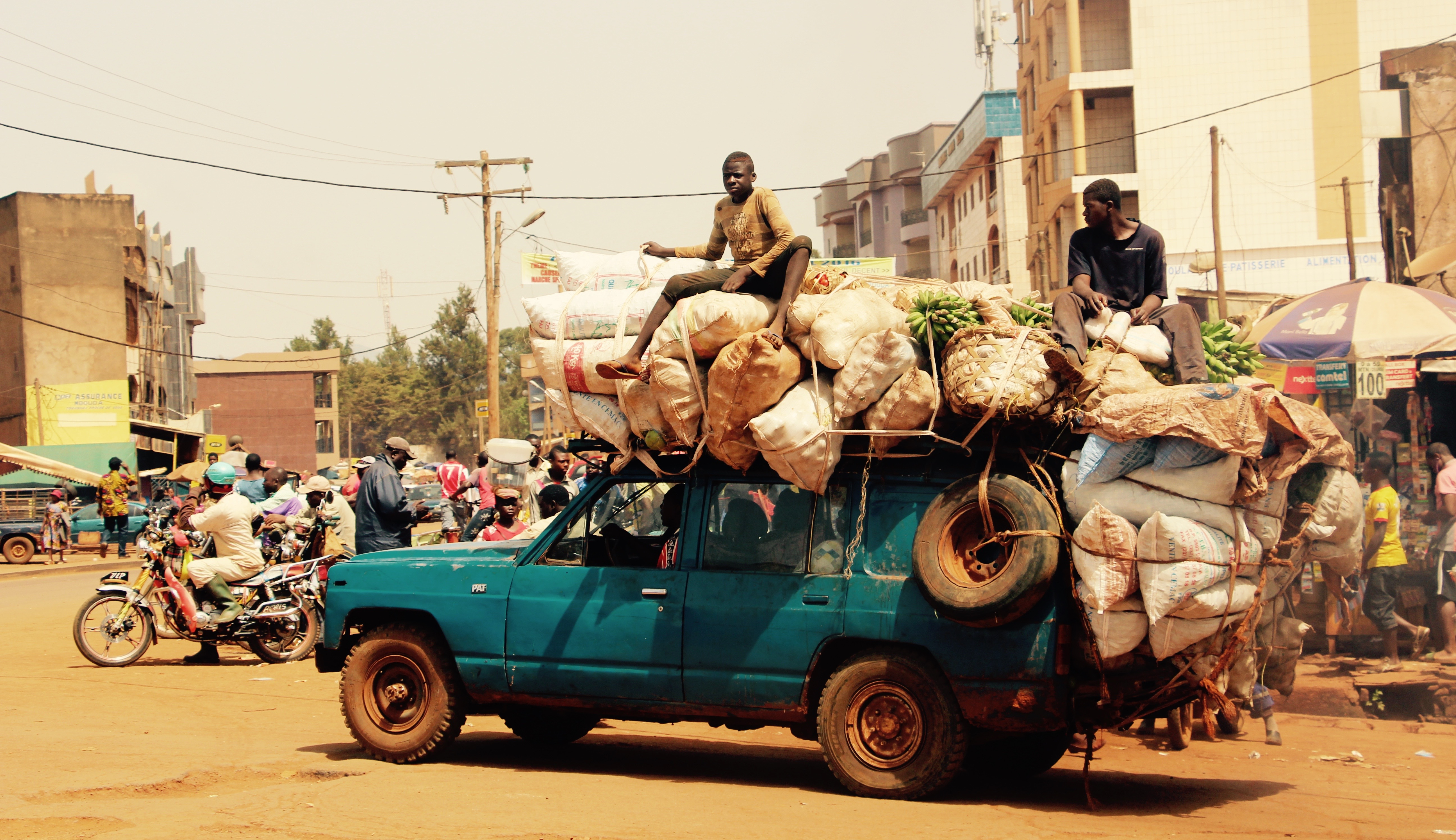
Fahrzeugbeladung
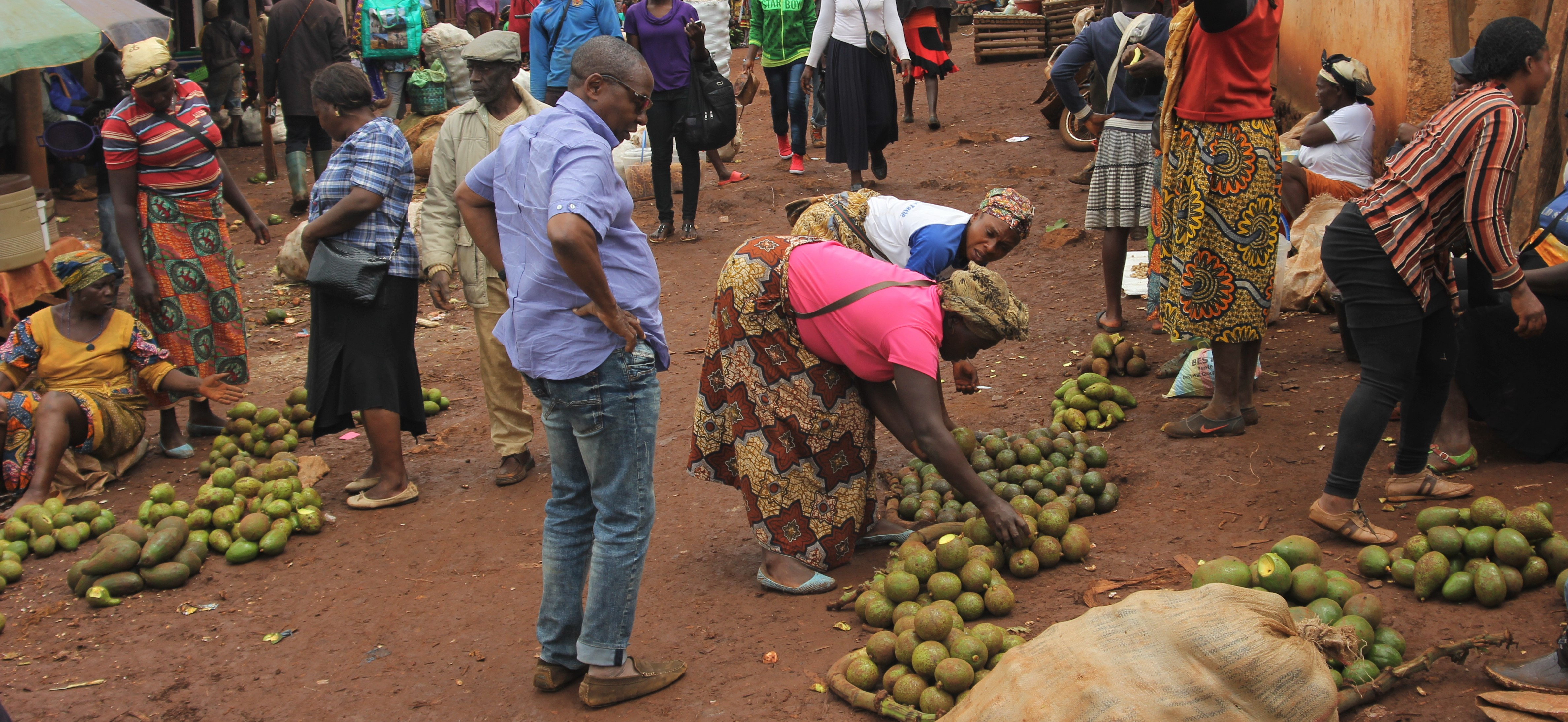
Verkauf von Avocados
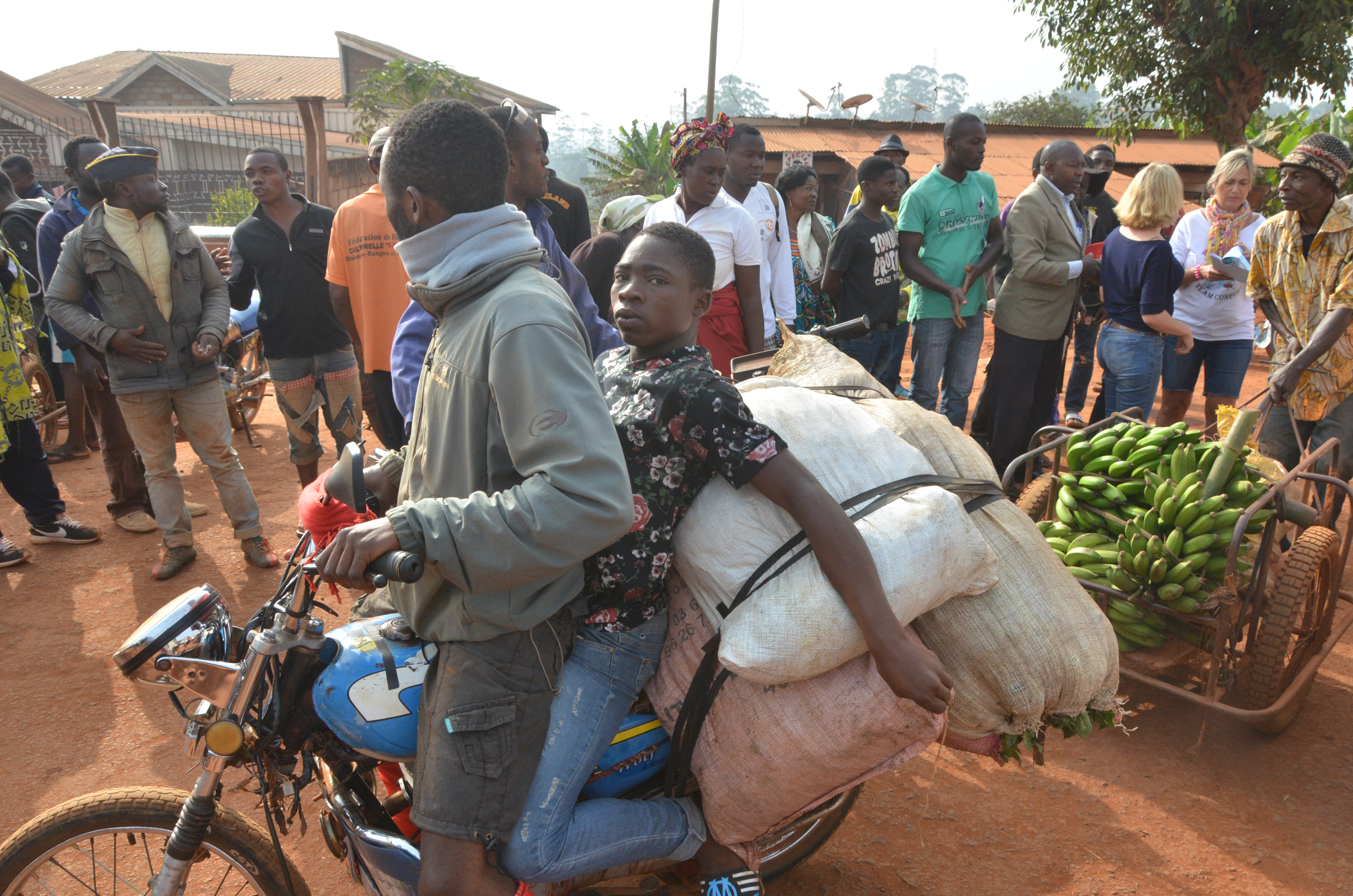
Mototaxi (2017)